# Kruckenbergska huset

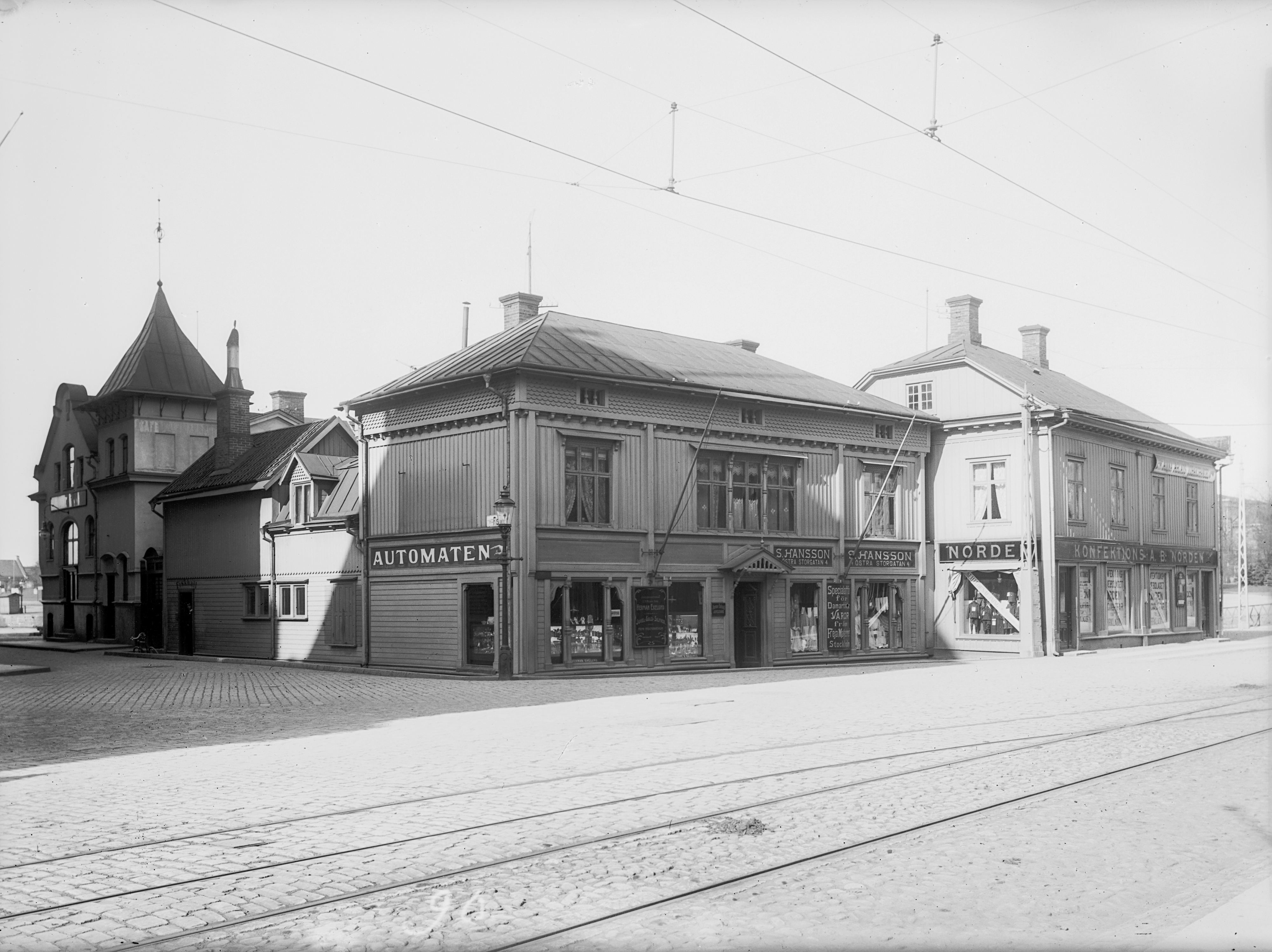
Kvarteret Arken 1907, med Östra Storgatan 2 och 4. Tornet och östra gaveln av Kruckenbergska huset syns vid Hoppets gränd till vänster. Kruckenbergska huset låg på fastigheten Arken x (Östra Storgatan 4).

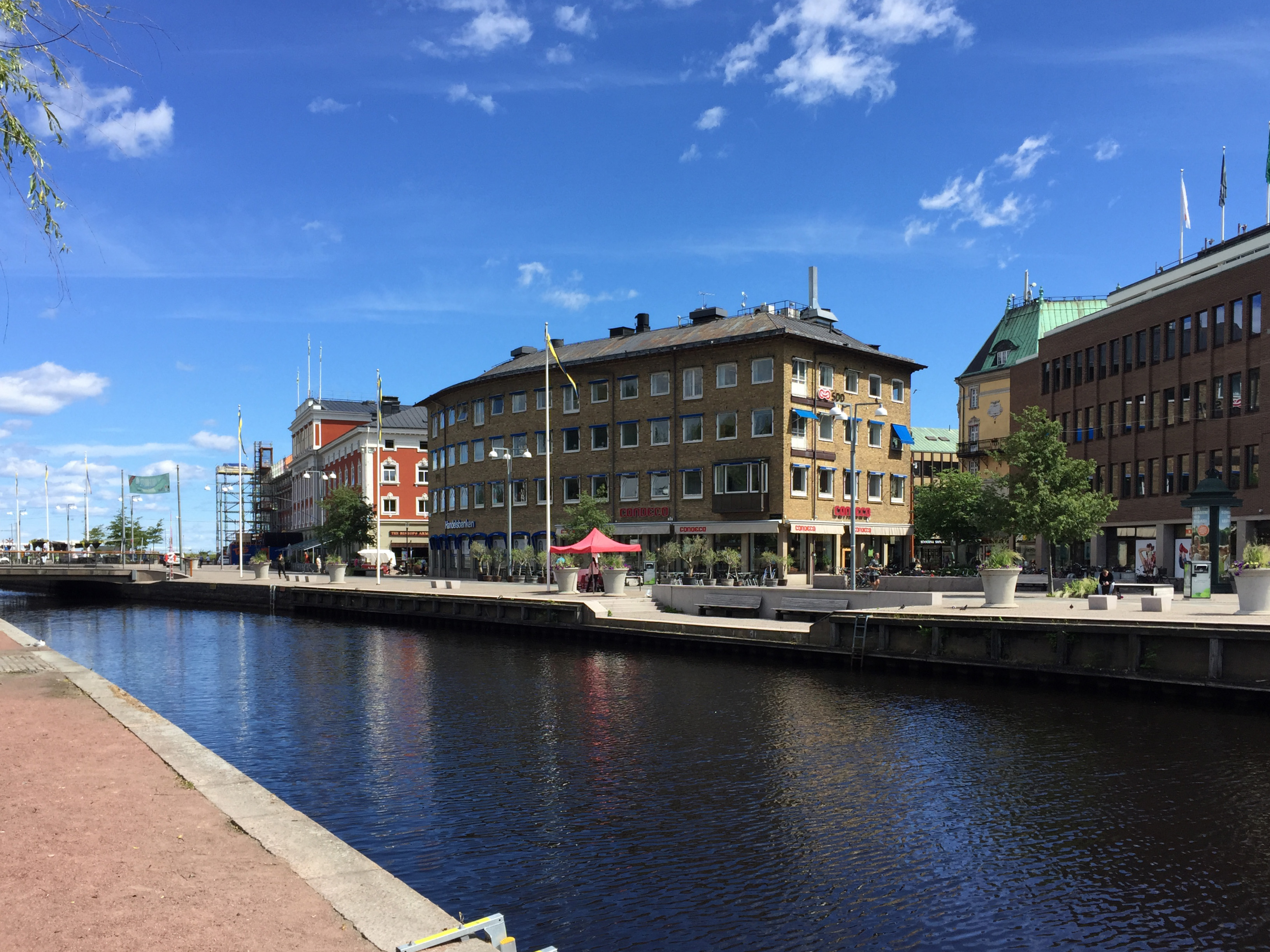
Det nya Kvarteret Arken, 2017.

Kruckenbergska huset var en byggnad vid Munksjön och Södra Strandgatan på Öster i Jönköping, som ritades av August Atterström och uppfördes omkring 1902. Den användes ursprungligen som saluhall.
Utanför byggnaden på kajen fanns Grönsakstorget, som ett mindre salutorg kring århundradeskiftet 1800/1900. På 1890-talet gjordes utfyllnader på den norra Munksjöstranden, och mot vattnet anlades den nya gatan Södra Strandgatan utanför de långsmala Smedjegatstomterna samt en stenskodd kaj. Kajen sträckte sig fram till, och inkluderande Fisktorget i Munksjöns nordöstra hörn.
I den västra ändan av Södra Strandgatan vidgades Hoppets gränd mellan det som idag är Hoppets torg vid Smedjegatans mynning i Östra Storgatan, och utefter denna gränd, mellan Smedjegatan och Södra Strandgatan, byggdes 1898-1901 det för denna tid mycket stora, femvånings bank- och bostadshuset Sparbankshuset för Jönköpings stads och läns sparbank.   
De två byggnaderna vid Hoppets gränd närmast Södra Strandgatan ägdes (1908) av juveleraren Carolina Kruckenberg (1850-1939) och kallades Kruckenbergska husen/huset. Namnet kan också ha kommit från Carolina Kruckenbergs far, handlaren och fabrikören Martin Julius Kruckenberg (1820-1914), som köpte den fastighet i kvarteret Arken, som husen ligger på.
På den öppna platsen på kajen framför Kruckenbergska huset skedde torghandel med grönsaker, blommor och korgar. Kajen var också tilläggsplats för kombinerade passagerar- och fraktångbåtar, vilka seglade på Vättern. I det Kruckenbergska huset låg från 1902 en saluhall. Där inrättades något eller några få år senare Automatrestauranten i Jönköping, en matservering efter en modell som utvecklats i Tyskland.
År 1918 inrättade Systembolaget Restaurang Munken i Automatrestaurantens lokaler som en komplettering av bolagets Restaurang Helmershus på Väster. Munken flyttade 1928 till ett nyuppfört hus vid Norra Strandgatan 6, och byggnaden vid Södra Strandgatan inrymde senare en bil- och gummiverkstad. Det Kruckenbergska huset revs 1942, tillsammans med övriga byggnader i kvarteret Arken, för att ersättas av Svenska Handelsbankens byggnad, som stod klar 1944.